# Philorus longirostris
Philorus longirostris är en tvåvingeart som beskrevs av Kitakami 1931. Philorus longirostris ingår i släktet Philorus och familjen Blephariceridae. Inga underarter finns listade i Catalogue of Life.